# Boeing 737 Classic
Boeing 737 Classic je druhá generace dopravních letadel Boeing 737, skládající se ze sérií -300, -400 a -500. Následovala původní modely řady -100/-200, které se začaly vyrábět v roce 1966. Jde o úzkotrupý dopravní letoun určený pro krátké a střední tratě poháněný dvěma proudovými motory. Výroba probíhala v Boeing Commercial Airplanes mezi lety 1984 až 2000, zahrnuje tři varianty a místa k sezení od 145 po 188 cestujících. Mezi vylepšení oproti předchozí generaci letadel 737 patřily dvouproudové motory CFM International CFM56 s velkým obtokovým poměrem, vylepšená avionika a zvýšená kapacita cestujících (u modelů -300 / -400).
První model klasické řady – 737-300 – 1984 do služby vstoupil v roce 1984. Následoval prodloužený model 737-400, který se do služby dostal v roce 1988 a dále zkrácená a nejmenší verze 737-500 v roce 1990. Celkem bylo dodáno 1 988 letadel. Ve své době byl model Classic představen jako nová generace letounů Boeing 737, ale s příchodem série B737 Next Generation v polovině 90. let byl oficiálně označen jako 737 Classic series.

## Specifikace

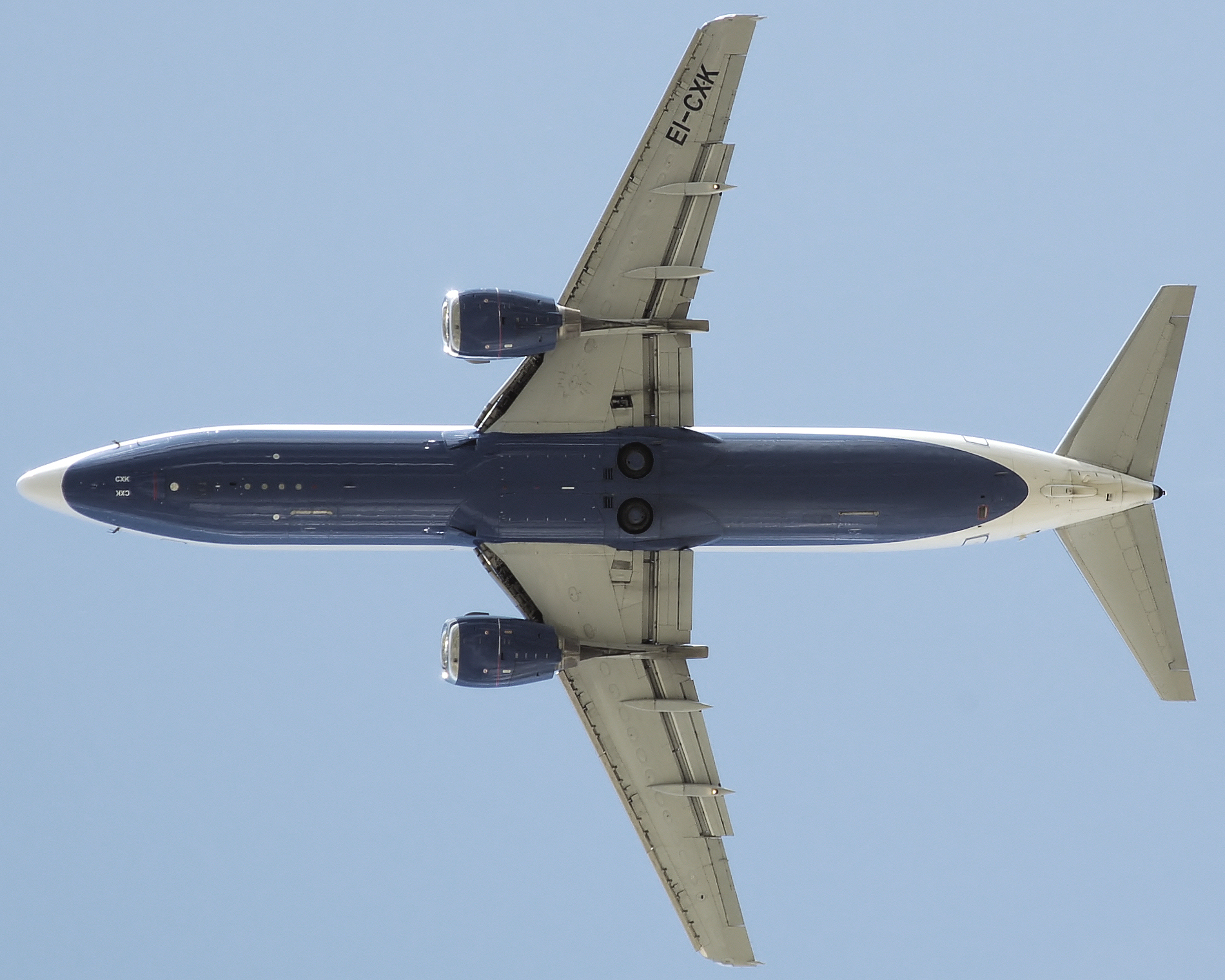
Vzlet stroje 737-400 společnosti Transaero

| Varianta                    | 737-300                                                                                              | 737-400                                                                                              | 737-500                                                                                              |
| --------------------------- | --- | --- | --- |
| Posádka kokpitu             | Dva                                                                                                  | Dva                                                                                                  | Dva                                                                                                  |
| 2 třídy                     | 126 (8F@36" 118Y@32")                                                                                | 147 (10F@36" 137Y@32")                                                                               | 110 (8F@36" 102Y@32")                                                                                |
| 1 třída                     | 140@32" – 149@30"                                                                                    | 159@32" – 168@30"                                                                                    | 122@32" – 132@30"                                                                                    |
| Exit limit                  | 149                                                                                                  | 188                                                                                                  | 145                                                                                                  |
| Šířka sedadel               | po 6 vedle sebe : 17in / 43,2 cm, po 5 vedle sebe : 19in / 48,3 cm, po 4 vedle sebe : 21in / 53,3 cm | po 6 vedle sebe : 17in / 43,2 cm, po 5 vedle sebe : 19in / 48,3 cm, po 4 vedle sebe : 21in / 53,3 cm | po 6 vedle sebe : 17in / 43,2 cm, po 5 vedle sebe : 19in / 48,3 cm, po 4 vedle sebe : 21in / 53,3 cm |
| Celková délka               | 109 ft 7 in / 33,4 m                                                                                 | 119 ft 7 in / 36,4 m                                                                                 | 101 ft 9 in / 31 m                                                                                   |
| Křídlo                      | rozpětí 94 ft 9 in / 28,9 m, plocha 980 square feet (91,04 m2), šípovistost 25°, AR 9,17             | rozpětí 94 ft 9 in / 28,9 m, plocha 980 square feet (91,04 m2), šípovistost 25°, AR 9,17             | rozpětí 94 ft 9 in / 28,9 m, plocha 980 square feet (91,04 m2), šípovistost 25°, AR 9,17             |
| Výška                       | 36 ft 6 in / 11,1 m, Kabina: 84,2in / 213,9 cm                                                       | 36 ft 6 in / 11,1 m, Kabina: 84,2in / 213,9 cm                                                       | 36 ft 6 in / 11,1 m, Kabina: 84,2in / 213,9 cm                                                       |
| Šířka trupu                 | 3,76 metre (12 ft 4 in)                                                                              | 3,76 metre (12 ft 4 in)                                                                              | 3,76 metre (12 ft 4 in)                                                                              |
| Maximální vzletová hmotnost | 138 500 lb / 62 822 kg                                                                               | 150 000 lb / 68 038 kg                                                                               | 133 500 lb / 60 554 kg                                                                               |
| Max. přistávací hmotnost    | 116 600 lb / 52 888 kg                                                                               | 124 000 lb / 56 245 kg                                                                               | 110 000 lb / 49 895 kg                                                                               |
| Maximum zero-fuel weight    | 109 600 lb / 49 713 kg                                                                               | 117 000 lb / 53 070 kg                                                                               | 103 000 lb / 46 720 kg                                                                               |
| Operační prázdná hmotnost   | 72 360 lb / 32 821 kg                                                                                | 76 760 lb / 34 817 kg                                                                                | 70 440 lb / 31 951 kg                                                                                |
| Kapacita paliva             | 5 311USgal / 20 100L                                                                                 | 5 311USgal / 20 100L                                                                                 | 5 311USgal / 20 100L                                                                                 |
| Kapacita carga              | 1 068 ft³ / 30,2m³                                                                                   | 1 373 ft³ / 38,9m³                                                                                   | 882 ft³ / 23,3m³                                                                                     |
| Vzlet (MTOW, SL, ISA+15°C)  | 6 365ft / 1 940m                                                                                     | 8 333ft / 2 540m                                                                                     | 6 004ft / 1 830m                                                                                     |
| Dostup                      | 37,000 stop (11 m)                                                                                   | 37,000 stop (11 m)                                                                                   | 37,000 stop (11 m)                                                                                   |
| Rychlost                    | MMO: Mach 0,82 (473 kn; 876 km/h), cestovní: Mach 0,745 (430 kn; 796 km/h)                           | MMO: Mach 0,82 (473 kn; 876 km/h), cestovní: Mach 0,745 (430 kn; 796 km/h)                           | MMO: Mach 0,82 (473 kn; 876 km/h), cestovní: Mach 0,745 (430 kn; 796 km/h)                           |
| Dolet                       | 2,255 námořních mil (4,176 km)/(126 pax)                                                             | 2,060 námořních mil (3,815 km)(147 pax)                                                              | 2,375 námořních mil (4,399 km)(110 pax)                                                              |
| Motory x2                   | CFM56-3B-2                                                                                           | CFM56-3C-1                                                                                           | CFM56-3B-1                                                                                           |
| Tah při vzletu x2           | 22,000 pounds-force (0,09786 kN)                                                                     | 23,500 pounds-force (0,10453 kN)                                                                     | 20,000 pounds-force (0,08896 kN)                                                                     |
| ICAO Typ                    | B733                                                                                                 | B734                                                                                                 | B735                                                                                                 |